# Harry Siljander
Harry Siljander est un boxeur finlandais né le 10 décembre 1922 à Helsinki et mort le 5 mai 2010 à Espoo.

## Biographie
Harry Siljander participe aux Jeux olympiques d'été de 1952 en combattant dans la catégorie des poids mi-lourds et remporte la médaille de bronze.

## Palmarès

### Jeux olympiques
- Médaille de bronze en -81 kg en 1952 à Helsinki, Finlande